# 湯河元臣

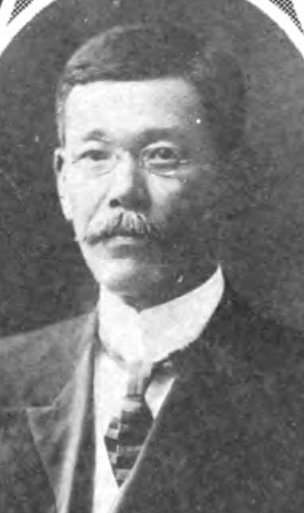
湯河元臣

湯河 元臣（ゆかわ もとおみ、慶応元年11月24日（1866年1月10日） - 昭和7年（1932年）9月25日）は、日本の逓信官僚。

## 経歴
静岡県士族の後藤家に生まれ、湯河はまの養子となった。1884年（明治17年）に司法省法学校に入学し、1893年（明治26年）に東京帝国大学法科大学独法科を卒業した。逓信属となり、逓信事務官、高等海員審判所審判官、逓信書記官、逓信参事官、海事局長、高等海員審判所長、管船局長を歴任した。1914年（大正3年）、逓信次官に就任。
退任後は日本郵船株式会社取締役や近藤記念海事財団理事長などを務めた。

## 栄典
位階
- 1917年（大正6年）3月30日 - 正四位[3]

勲章
- 1916年（大正5年）4月1日 - 旭日重光章[4]

## 親族
- 湯河元威 - 長男。農商次官。